# Estrellas en el hielo: el baile
Estrellas en el hielo: El baile es la versión chilena del programa inglés "Strictly ice Dancing" producido por la BBC de Londres, en el que un grupo de celebridades participan en una competencia de patinaje artístico sobre hielo. Es conducido por Rafael Araneda y Karen Doggenweiler al igual que El baile en TVN. 
En este formato cada semana, todas las celebridades deben realizar una rutina de baile con un patinador profesional, esto frente a un jurado. Debido a las altas posibilidades de que los concursantes puedan resbalarse durante un ensayo o presentación, el canal cuenta con un equipo médico constantemente en los ensayos y en los programas en vivo para ante cualquier eventualidad atender a los accidentados, destacando médicos con especialidad en traumatología. Los confirmados para participar en la primera temporada fueron ocho: Pamela Díaz, Lola Melnyck, Maura Rivera, Alejandra Fosalba, Sebastián Keitel, Álvaro Espinoza, Álvaro Ballero y Pablo Vargas.
Los confirmados para la segunda temporada son: Andrea Molina, Carla Ballero, Daniella Monet, Fabián Estay, Fernanda Hansen, Guido Vecchiola, Jorge Garcés, Patricia López y Ronny Munizaga. El número de participantes aumentó a nueve
El programa cuenta con el asesoramiento de expertos de “El circo ruso sobre hielo” de donde además provienen los patinadores profesionales que acompañan a los famosos en competencia. Debutó el 7 de agosto de 2008.
A diferencia de otros espacios realizados bajo la modalidad de franquicia extranjera, este espacio sí pudo ser transmitido en su momento en la señal internacional de TVN, TV Chile. 

## Mecánica
Las celebridades que ingresan al programa comienzan sus ensayos, como mínimo, con un mes de antelación a la salida al aire del programa. Se les asigna un(a) patinador(a) profesional que será quién los acompañe durante todo el ciclo de competición. Los ensayos que les paga el programa sólo duran 2 horas al día, si desean seguir ensayando lo deberás hacer por su propia cuenta, tal como lo hizo la bailarina y modelo Lola Melnyck, la cual desató polémica incluso antes de que comenzara a transmitirse el programa. Tal como se estipula en las reglas de la BBC, los concursantes no pueden verse entre sí durante los ensayos.

### Exigencias mínimas
En cada capítulo, a las celebridades se les exige una serie de maniobras que deben realizar en la pista de hielo, las cuales determinan el puntaje que les dará el jurado al final de su presentación. Algunas de estas maniobras son: paloma, lift, etc.

### Evaluación
El jurado evalúa cada presentación en forma individual, asignándole un puntaje de 1 a 10. Estos puntajes son sumados entre sí para conseguir el puntaje final. Una vez cerrada la ronda de presentaciones, el número de participantes en competencia se convierte en el puntaje ideal y 1 se convierte en el menor puntaje. De esta forma, y tomando como ejemplo 8 celebridades en competencia, el que obtuviera el puntaje más alto del jurado se convierte en el puntaje ideal de 8 puntos, el que le sigue en jerarquía obtiene 7 puntos, y así hasta que el puntaje más bajo se queda únicamente con 1 punto.

### Votación
El público puede votar desde sus casas a través de mensajes de texto al número 7777, enviando el nombre del concursante al que desea favorecer (Alejandra, Ballero, Espinoza, Lola, Maura, Pablo, Pamela o Keitel en la primera temporada y Andrea, Carla, Daniella, Estay, Fernanda, Garcés, Guido, Patty o Ronny para la segunda). Al cierre de las votaciones, y según el porcentaje obtenido por cada concursante, se le asigna un puntaje de la misma forma en que se hace con la votación del jurado, explicada anteriormente.
De esta forma, se pondera en partes iguales la votación del público y la del jurado. La celebridad que obtenga el menor puntaje ponderado es eliminada de la competencia.

## Temporadas
| Temporada   | Debut de la temporada | Final de la Temporada   |
| ----------- | --------------------- | ----------------------- |
| Temporada 1 | 7 de agosto de 2008   | 16 de octubre de 2008   |
| Temporada 2 | 23 de octubre de 2008 | 18 de diciembre de 2008 |

## Finalistas
| Temporada   | Ganadores                        | Segundo lugar                    | Tercer lugar                     |
| ----------- | -------------------------------- | -------------------------------- | -------------------------------- |
| Temporada 1 | Álvaro Espinoza & Darya Galuzina | Sebastián Keitel & Olga Peshkova | Pamela Díaz & Artiom Sarkisyan   |
| Temporada 2 | Guido Vecchiola & Darya Galuzina | Fernanda Hansen & Alfonso Campa  | Daniella Monet & Pablo Lashmanov |

## Audiencias
| Cap.  | Primera temporada (2008) | Primera temporada (2008) | Primera temporada (2008) |
| Cap.  | Fecha                    | Rating                   | Cuota                    |
| 1     | 7 de agosto              | 28,3                     | 45,3 %                   |
| 2     | 14 de agosto             | 25,2                     | 39,8 %                   |
| 3     | 21 de agosto             | 25,3                     | 40,1 %                   |
| 4     | 28 de agosto             | 24,1                     | 40,5 %                   |
| 5     | 4 de septiembre          | 21,3                     | 32,4 %                   |
| 6     | 11 de septiembre         | 17,9                     | 34,4 %                   |
| 7     | 25 de septiembre         | 19,1                     | 29,4 %                   |
| 8     | 2 de octubre             | 21,3                     | 31,9 %                   |
| 9     | 9 de octubre             | 21,7                     | 33,2 %                   |
| 10    | 16 de octubre            | 19,6                     | 29,5 %                   |
| Total | Promedio                 | 22,3                     | 35,6 %                   |
| ----- | ------------------------ | ------------------------ | ------------------------ |

## Puntajes perfectos
| Celebridad       | Profesional      | Temporada | Semana |
| ---------------- | ---------------- | --------- | ------ |
| Álvaro Espinoza  | Darya Galuzina   | 1         | 8      |
| Álvaro Espinoza  | Darya Galuzina   | 1         | 9      |
| Pamela Díaz      | Artiom Sarkysian | 1         | 9      |
| Sebastián Keitel | Olga Peshkova    | 1         | 9      |
| Sebastián Keitel | Olga Peshkova    | 1         | 10     |
| Álvaro Espinoza  | Darya Galuzina   | 1         | 10     |
| Andrea Molina    | Artiom Sarkysian | 2         | 7      |
| Guido Vecchiola  | Darya Galuzina   | 2         | 9      |
| Guido Vecchiola  | Darya Galuzina   | 2         | 9      |
| Fernanda Hansen  | Artiom Sarkysian | 2         | 9      |

## Puntajes altos
| Celebridad       | Profesional      | Temporada | Semana | Puntaje |
| ---------------- | ---------------- | --------- | ------ | ------- |
| Sebastián Keitel | Olga Peshkova    | 1         | 7      | 28/30   |
| Sebastián Keitel | Olga Peshkova    | 1         | 8      | 29/30   |
| Lola Melnyck     | Alfonso Campa    | 1         | 8      | 29/30   |
| Lola Melnyck     | Alfonso Campa    | 1         | 9      | 29/30   |
| Guido Vecchiola  | Darya Garuzina   | 2         | 6      | 28/30   |
| Guido Vecchiola  | Darya Garuzina   | 2         | 6      | 29/30   |
| Fernanda Hansen  | Evgeny Kersha    | 2         | 7      | 28/30   |
| Daniella Monet   | Pablo Lashmanov  | 2         | 7      | 28/30   |
| Guido Vecchiola  | Darya Garuzina   | 2         | 7      | 28/30   |
| Daniella Monet   | Pablo Lashmanov  | 2         | 7      | 29/30   |
| Fernanda Hansen  | Artiom Sarkisyan | 2         | 9      | 28/30   |